# État d'Ebonyi
Cet article concerne l’État nigérien. Pour la zone de gouvernement local, voir Ebonyi.
Ebonyi est un État à forte dominante Ibo du sud-est du Nigeria. Son nom est issue de celui de la rivière Iboine qui le traverse.

## Histoire
Ebonyi a été créé le 1er octobre 1996 à partir des régions d'Abakaliki (prise à l'État d'Enugu) et d'Afikpo (en) (prise à l'État d'Abia).

## Géographie
L'État est bordé au Sud par l'État d'Abia, à l'Ouest par l'État d'Enugu, au Nord par l'État de Benue et à l'Est par l'État de Cross River.

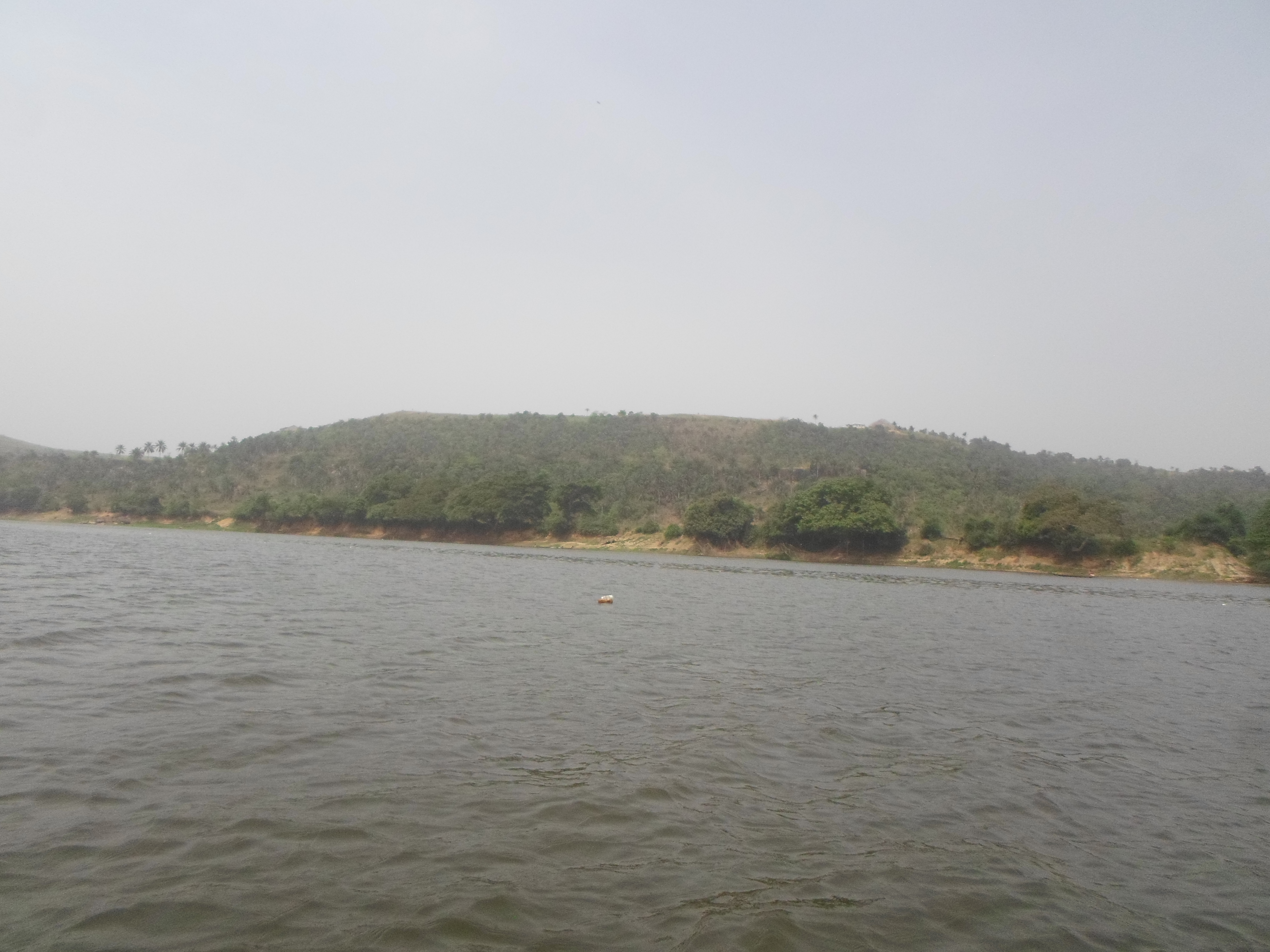
Unwana Beach.

Les principales villes, outre la capitale Abakaliki, sont : Afikpo, Uburu, Nkalagu, Ishiagu, Okposi, Onicha, Amasiri et Eba Unwana.

## Divisions
L'État d'Ebonyi est divisé en 13 zones de gouvernement local : 
Abakaliki, Afikpo North, Afikpo South, Ebonyi, Ezza North, Ezza South, Ikwo, Ishielu, Ivo, Izzi, Ohaozara, Ohaukwu et Onicha.

## Économie
L'agriculture occupe environ 85 % de la population, principalement de fruits et légumes. Les principales productions sont : noix de coco, cacao, maïs, pommes de terre, riz, igname, bananes, manioc, melons, cannes à sucre, haricots...
Le sous-sol est aussi riche en différents minerais (zinc, plomb, kaolin...) mais il n'existe pas de mines de réel importance. Cependant cela permet d'alimenter un assez importante industrie chimique.
L'État est parfois surnommé « le sel de la nation » pour ses différents lacs salés, principalement celui d'Urubu.